# DeAndre Levy
Pour les articles homonymes, voir Levy.
(en) Statistiques sur pro-football-reference
DeAndre Levy, né le 26 mars 1987 à Milwaukee, est un joueur américain de football américain.
Depuis 2009, ce linebacker joue pour les Lions de Détroit en National Football League (NFL).